# الدوري الهولندي الممتاز 1955–56
الدوري الهولندي الممتاز 1955–56 (بالهولندية: Nederlands landskampioenschap voetbal 1955/56)‏ هو الموسم 1 من الدوري الهولندي الممتاز. أشرف على تنظيمه الاتحاد الملكي الهولندي لكرة القدم، وفاز فيه رودا ياي سي.